# 李烛尘故居 (天津市)
李烛尘故居为久大盐业公司总经理，第一届人大常委，轻工业部长，中国贸易促进会副主席李烛尘在天津的故居，建于1933年，位于当时的天津英租界的马厂道（Race Course Road）202号安乐邨（今天津市和平区马场道102号）。1950年，李烛尘从现睦南道56号的房子搬至此地居住。

## 建筑风格
李烛尘故居是和平区马场道102号安乐邨联排公寓楼中的一座砖木结构的4层联排式楼房。该建筑原为天主教会首善堂所建，设计师为意大利建筑师保罗·鲍乃弟。建筑门口设拱形门洞，连拱双柱。局部装饰有半圆花饰，墙上点缀有兽头。整幢建筑共有八间房，南北朝向。一楼为平窨子是仆人居住的房间，二楼为饭厅和客厅，三、四楼是卧室和书房。是一座具有意大利古典风格和巴洛克建筑风格的西洋建筑。

## 毛泽东“串门”
1951年12月28日，时任中国共产党中央委员会主席的毛泽东来到马场道上的李烛尘家做客。这成为毛泽东在天津的唯一一次“入户访问”。毛泽东和李烛尘同为湖南同乡，还是老朋友。1945年，毛泽东在参加重庆谈判时曾在张治中的官邸“桂园”与同为湖南籍的范旭东和李烛尘会晤。当天毛泽东主席来天津参观华北地区城乡物资交流展览会并下榻在天津市市委第二招待所（今和平宾馆），在李烛尘故居的会面仅有20分钟左右。